# Балада про маленького гравця (фільм)
«Балада про маленького гравця» (англ. The Ballad of a Small Player) — німецько-англо-американський кінофільм 2025 року, зрежисований Едвардом Бергером у жанрі психологічного трилера. Екранізація однойменного роману Лоуренса Осборна.
Головні ролі виконали Колін Фаррелл і Фала Чен. Прем'єра «Балади про маленького гравця» відбудеться 8 вересня 2025 року на кінофестивалі у Торонто, в потоковому сервісі Netflix фільм з'явиться 29 жовтня того ж року.

## Сюжет
Азартний гравець у бакару і шахрай, відомий під псевдонімом Лорд Дойл, тимчасово зникає з публічного поля зору в Макао. Минуле та борги знаходять його і тут, проте життя протагоніста змінює знайомство з повією Дао Мін…

## У ролях
- Колін Фаррелл — Лорд Дойл
- Фала Чен — Дао Мін
- Тільда Свінтон — детектив Синтія Блайт
- Діні Іп
- Едріенн Лау — менеджерка казино
- Джейсон Тобін
- Алекс Дженнінгс

## Створення
Режисер Едвард Бергер взявся за створення екранізації роману Лоуренса Осборна, оскільки хотів зробити те, що відрізнятиметься від його минулого доробку. Над фільмом працювала практично та сама команда, що й над попередньою роботою режисера «Конклав» — композитор Фолькер Бертельманн, режисер монтажу Нік Емерсон, костюмер Лізі Крістл. «Якщо „Конклав“ — справді вміло сконструйована шахова партія, дуже архітектурна, то „Балада“ — хаотична та оперна» — казав Бергер.
Знімальний процес пройшов із червня по серпень 2024 року в Макао, зокрема в грально-готельному комплексі The Londoner Macao, та Гонконгу. «Макао різниться будинками в португальському колоніальному стилі та новими хмарочосами з іншого боку. … Мене вкрай привабила можливість показати глядачам справжнє Макао» — казав Бергер.

## Сприйняття
Аніта Лі, голова відбіркової комісії кінофестивалю у Торонто, на якому вперше покажуть фільм, наголошувала, що він «спокусливо вештається на межі між реалізмом і сновидінням», відзначивши акторську роботу Коліна Фаррелла, «обличчя та жестикуляція якого поступово розкривають контури заблудлої душі Дойла».